# Miguel A. Klappenbach
Miguel Ángel Klappenbach-Childe (* 4. Mai 1920 in Dolores, Departamento Soriano, Uruguay; † 25. Januar 2000 in Montevideo) war ein uruguayischer Malakologe, Herpetologe, Naturhistoriker und Museumsdirektor.

## Leben
Klappenbach war der Sohn von Leopoldo Félix Klappenbach Viera und seiner Frau Lina Amada Childe Pintos. Sein Vater war Beamter bei der Banco de la República Oriental del Uruguay, seine Mutter Hausfrau. Infolge der beruflichen Verpflichtungen seines Vaters verbrachte Klappenbach seine Kindheit und Jugend in mehreren Departamentos von Uruguay, darunter Cerro Largo, Florida, Paysandú und Soriano. Seine in dieser Zeit gesammelten Lebenserfahrungen trugen zweifellos zur Entwicklung seiner Leidenschaft für die Naturgeschichte bei. Er arbeitete nicht nur bei der Bank, wie sein Vater, sondern war auch als Lehrer für Naturgeschichte an der Sekundarschule tätig.
Im Jahr 1955 verließ er die Stadt Artigas, wo er als Beamter bei der Banco de Seguros del Estado tätig war. Er ließ sich in Montevideo nieder, wo er seine Lehrtätigkeit an verschiedenen öffentlichen und privaten Bildungseinrichtungen fortsetzte, insbesondere an der Escuela Santa Catalina. Zudem nahm er eine Position als Assistenzzoologe und später als Laborleiter am Museo Nacional de Historia Natural de Uruguay an. In dieser Funktion begann er, sich intensiv mit Zoologie zu beschäftigen, insbesondere als Kurator der malakologischen Sammlung, während er parallel dazu Studien über Amphibien und Reptilien durchführte. 1958 publizierte er sein erstes Werk über Mollusken, das zu einem zentralen Forschungsgebiet wurde, gefolgt von seinem ersten herpetologischen Beitrag im Jahr 1960. Darüber hinaus widmete er einen Teil seiner Zeit der Erforschung der Wissenschaftsgeschichte und unternahm auch einige Exkursionen in den Bereich der Anthropologie. Von 1963 bis 1965 war er für eine kurze Zeit Leiter der zoologischen Abteilung des Instituts für biologische Wissenschaften Clemente Estable in Montevideo. Im Jahr 1955 organisierte und leitete er eine wissenschaftliche Expedition nach Mato Grosso, Brasilien, gefolgt von einer bedeutenderen Expedition zum Río Caura in Venezuela im Jahr 1957, die darauf abzielte, zoologische, botanische und ethnographische Sammlungen anzulegen.
Klappenbach arbeitete mit mehreren prominenten Kollegen zusammen, darunter Juan Cuello (Ornithologe), Roberto Gardiol (Kameramann), Braulio Orejas-Miranda (Herpetologe), Pablo R. San Martín (Entomologe), Juan Carlos Sabat (Assistent des Entomologen und Präparators) sowie Alfredo Ximénez (Mammaloge und Präparator).
Aufgrund seiner herausragenden Qualifikationen wurde ihm 1968 von der Fakultät für Geistes- und Naturwissenschaften der Doktortitel in den Biowissenschaften verliehen. Im Jahr 1970 übernahm er die Position des Direktors des Museo Nacional de Historia Natural del Uruguay, die er bis zu seiner Pensionierung im Jahr 1984 ausübte. Nach seinem Ausscheiden aus dem aktiven Dienst wurde er durch einen Ministerbeschluss zum ehrenamtlichen Berater ernannt. Im Jahr 1987 erhielt er von der Museumsleitung den Titel eines außerordentlichen Forschers. Zuvor, von 1974 bis 1984, bekleidete er das Amt des Dekans der Fakultät für Geistes- und Naturwissenschaften, währenddessen er maßgeblich an der Einrichtung von Studiengängen in Anthropologie, Geologie, Linguistik, Meteorologie und biologischer Ozeanographie beteiligt war.
Klappenbach erhielt im Verlauf seiner akademischen Laufbahn zahlreiche Forschungsstipendien, darunter Förderungen vom Brasilianischen Außenministerium in den Jahren 1955 und 1966, vom Conselho Nacional de Pesquisas in Brasilien (1962), von der UNESCO sowie vom Seminario de Museografía in Mexiko (beide 1962), vom Außenministerium der Vereinigten Staaten (1963), vom Deutschen Akademischen Austauschdienst (1969), von der John Simon Guggenheim Foundation (von 1967 bis 1968) sowie von der französischen Regierung, vertreten durch das Centre international des étudiants et stagiaires des Außenministeriums (von 1972 bis 1973). Zudem war Klappenbach Gründungsmitglied der Sociedad Malacológica del Uruguay im Jahr 1957 und der Sociedad Zoológica del Uruguay im Jahr 1961, deren Präsidentschaft er innehatte. Des Weiteren war er Gründungsmitglied und Mitglied des Verwaltungsrats der Sino-Uruguayischen Kulturstiftung, die von 1981 bis 1984 aktiv war.
Klappenbach beteiligte sich an zahlreichen nationalen und internationalen Kongressen und fungierte als Präsident des 5. Lateinamerikanischen Kongresses für Zoologie, der 1971 in Montevideo stattfand. Er war aktives Mitglied verschiedener wissenschaftlicher Vereinigungen, darunter die Sociedad Amigos de la Arqueología, die Sociedad de Antropología del Uruguay, die Sociedad Taguató sowie die Sociedad Uruguaya de Entomología, alle in Montevideo ansässig. Darüber hinaus war er Mitglied der Asociación de ex-Becarios del Gobierno Francés (Montevideo), der Sociedad Latino-Americana de Ictiólogos y Herpetólogos (Buenos Aires), der Asociación Argentina de Ciencias Naturales Physis (Buenos Aires) und der Sociedade Brasileira de Malacologia sowie der Biological Society of Washington.
Er war ordentliches Mitglied des Instituto Histórico y Geográfico del Uruguay, des Instituto Sanmartiniano del Uruguay, des Instituto Uruguayo de Numismática, sowie korrespondierendes Mitglied mehrerer internationaler Akademien für Geschichte, darunter in Argentinien, Brasilien, Spanien, Guatemala und der Dominikanischen Republik. Des Weiteren war er Mitglied der Nationalen Kommission der UNESCO von 1959 bis 1967, der Nationalen Kommission für das historische, künstlerische und kulturelle Erbe der Nation von 1971 bis 1974, der Ehrenphilateliekommission von 1974 bis 1984, des Uruguayisch-Argentinischen Kulturinstituts in den Jahren 1983 und 1984 sowie des Verwaltungsrats der Universität Ateneo de Montevideo.
Sie Bibliographie umfasst über 70 Titel. In seinen Veröffentlichungen beschrieb er zahlreiche neue Taxa für die Wissenschaft, darunter drei Gattungen, eine Untergattung und zwölf Arten der Klasse der Schnecken (Gastropoda), eine Gattung sowie acht Arten aus der Klasse der Muscheln (Bivalvia), zwei Frosch-Arten (Melanophryniscus sanmartini Klappenbach, 1968 und Melanophryniscus devincenzii Klappenbach, 1968) und die Doppelschleichen-Art Amphisbaena munoai. Darüber hinaus klärte er den Status vieler weiterer Taxa innerhalb dieser zoologischen Gruppen.
Nach seinem Tod hinterließ er eine umfassende Biografie über Dámaso Antonio Larrañaga.
Klappenbach war in erster Ehe mit Susana Rey verheiratet, mit der er zwei Kinder hatte.

## Erstbeschreibungen unter der Beteiligung von Miguel A. Klappenbach
- Minicymbiola Klappenbach, 1979
- Goniocuna Klappenbach, 1963
- Americominella Klappenbach & Ureta, 1972
- Eoborus Klappenbach & Olazarri, 1970
- Eupera primei Klappenbach, 1967
- Buccinastrum duartei (Klappenbach, 1961)
- Melanophryniscus devincenzii Klappenbach, 1968
- Olivancillaria carcellesi Klappenbach, 1965
- Olivella formicacorsii Klappenbach, 1962
- Olivella riosi Klappenbach, 1991
- Olivancillaria teaguei Klappenbach, 1964
- Warrana besnardi (Klappenbach, 1963)
- Olivella (Olivina) orejasmirandai Klappenbach, 1986
- Modiolus carvalhoi Klappenbach, 1966
- Eupera haitiensis Klappenbach, 1970
- Pleuromeris sanmartini Klappenbach, 1970
- Cosa brasiliensis Klappenbach, 1966
- Cyclodontina corderoi Klappenbach, 1958
- Melanophryniscus sanmartini Klappenbach, 1968
- Amphisbaena munoai Klappenbach, 1960
- Olivella defiorei Klappenbach, 1964
- Eupera doellojuradoi Klappenbach, 1962
- Saccella larranagai (Klappenbach & Scarabino, 1969)
- Eoborus berroi Klappenbach & Olazarri, 1986
- Americominella duartei Klappenbach & Ureta, 1972

## Dedikationsnamen
Klappenbach wurden die Arten Eugenia klappenbachiana Mattos & Legrand, 1975, Eupera klappenbachi Mansur & Veitenheimer, 1975, Helicina (Trichohelicina) klappenbachi Weyrauch, 1966, Limnaea klappenbachi Parodiz, 1969, Lingula klappenbachi Méndez Alzola & Sprechmann, 1973, Melanophryniscus klappenbachi Prigioni & Langone, 2000, Strophocheilus (Megalobulimus) klappenbachi Leme, 1964 sowie Symphylurinus klappenbachi San Martín, 1962 gewidmet.